# Philipp Hoffmann
Philipp Hoffmann (XVII wiek) - trzeci znany ze źródeł burmistrz Kłodzka w połowie XVII wieku.

## Życiorys
Należał do jednego z bardziej znaczących rodów mieszczańskich w Kłodzku. Nie mamy zbyt wielu danych na temat jego życia oraz działalności. Jest wymieniany kilka razy w dokumentach dotyczących składu władz miasta około 1650 roku. Używał tytuł primatora zamiast burmistrza. Na okres jego rządów przypadł koniec wojny trzydziestoletniej, która przyniosła znaczne straty dla Kłodzka nękanego przez najazdy armii z obu stron konfliktu.